# Rotkörvlar
Rotkörvlar (Chaerophyllum) är ett släkte av flockblommiga växter. Rotkörvlar ingår i familjen flockblommiga växter.

## Bildgalleri

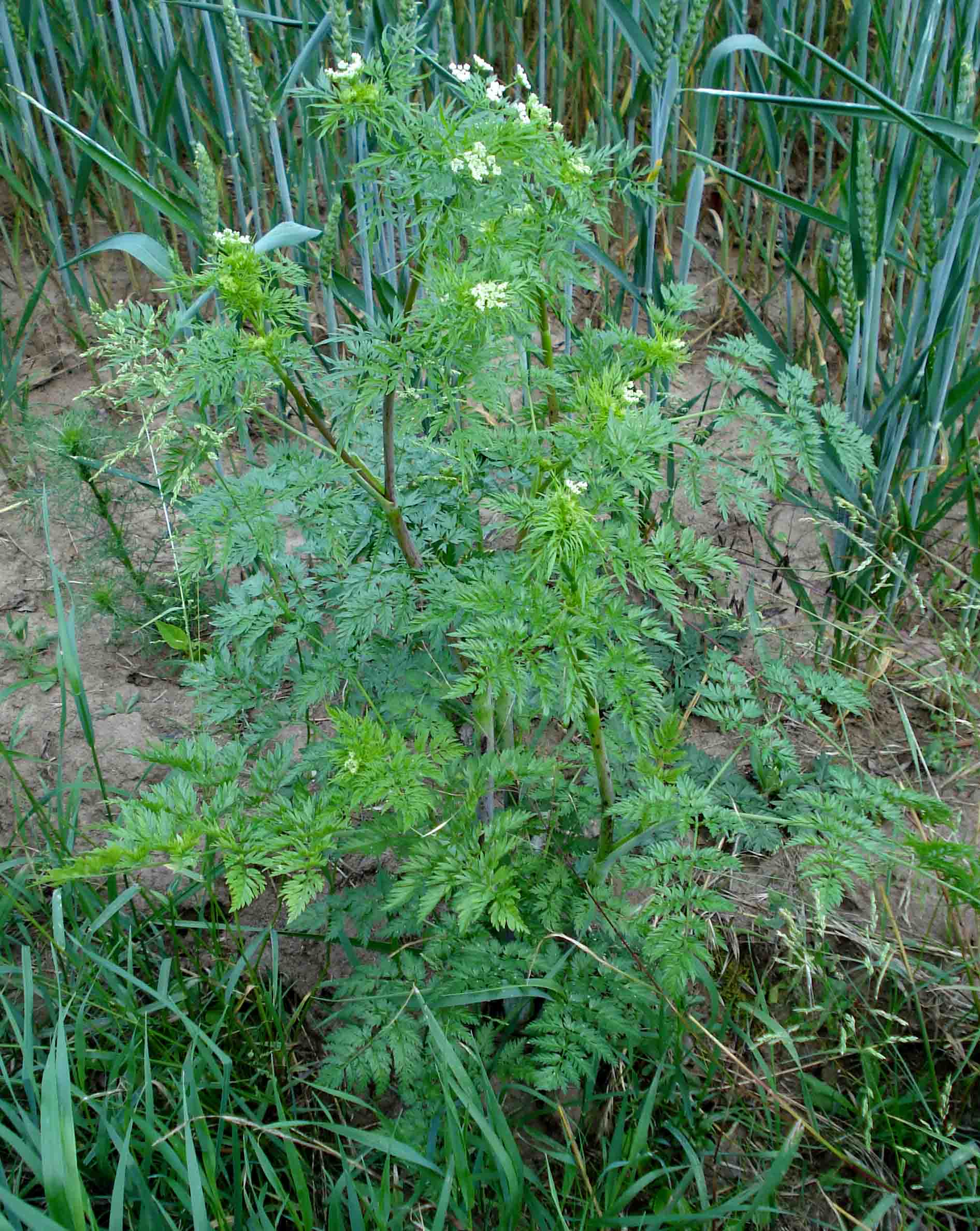
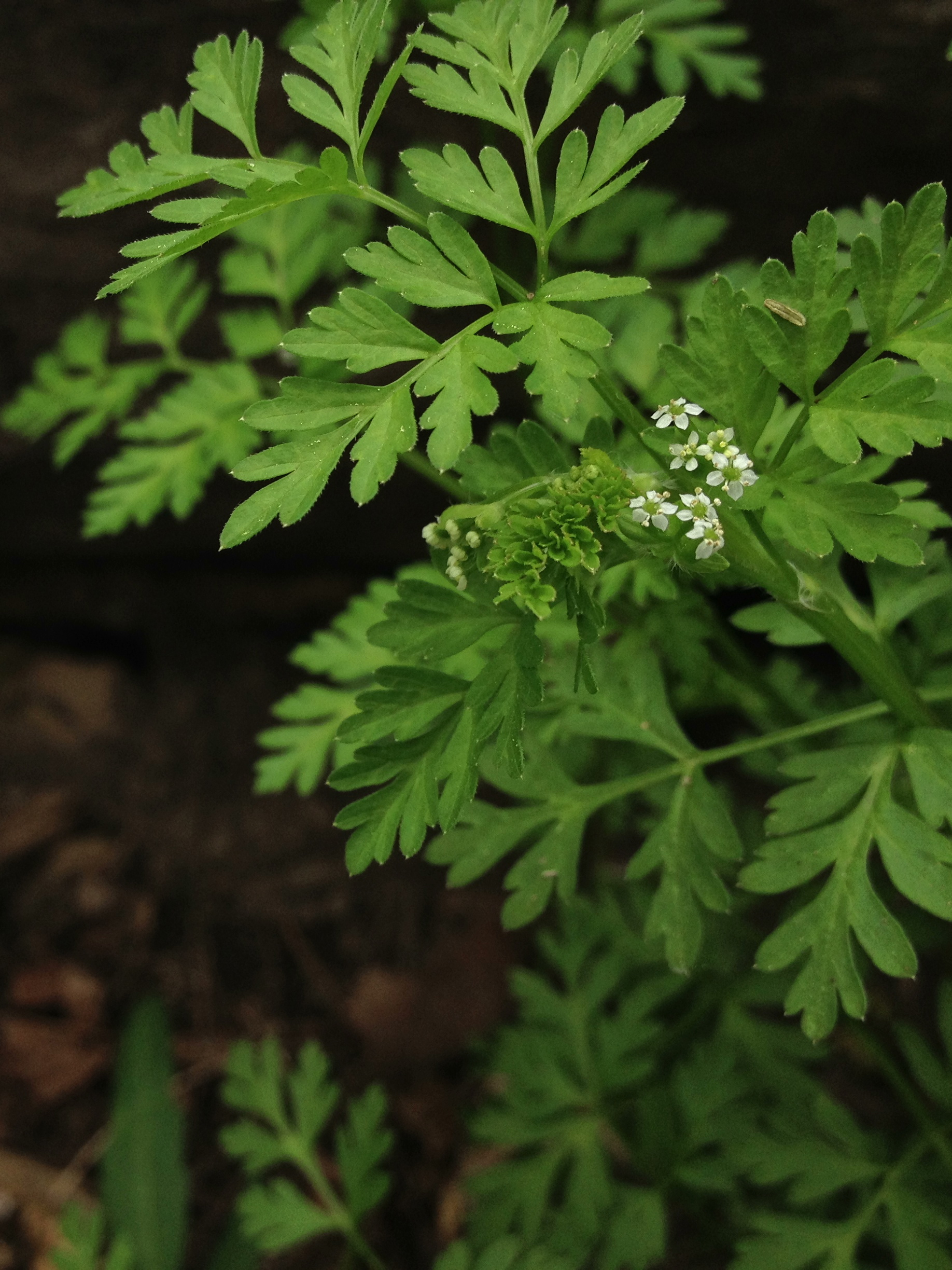

## Dottertaxa till Rotkörvlar, i alfabetisk ordning[1]
- Chaerophyllum aksekiense
- Chaerophyllum andicola
- Chaerophyllum angelicifolium
- Chaerophyllum argenteum
- Chaerophyllum aromaticum
- Chaerophyllum astrantiae
- Chaerophyllum atlanticum
- Chaerophyllum aurantiacum
- Chaerophyllum aureum
- Chaerophyllum australianum
- Chaerophyllum azorellaceum
- Chaerophyllum azoricum
- Chaerophyllum basicola
- Chaerophyllum bobrovii
- Chaerophyllum borneense
- Chaerophyllum borodinii
- Chaerophyllum brevipes
- Chaerophyllum bulbosum
- Chaerophyllum buwaldianum
- Chaerophyllum byzantinum
- Chaerophyllum colensoi
- Chaerophyllum coloratum
- Chaerophyllum confusum
- Chaerophyllum creticum
- Chaerophyllum crinitum
- Chaerophyllum dasycarpum
- Chaerophyllum daucoides
- Chaerophyllum elegans
- Chaerophyllum eriopodum
- Chaerophyllum freynii
- Chaerophyllum friedrichsstahlii
- Chaerophyllum gagausorum
- Chaerophyllum ghilanicum
- Chaerophyllum gilanicum
- Chaerophyllum gracile
- Chaerophyllum guatemalense
- Chaerophyllum gunnii
- Chaerophyllum hakkiaricum
- Chaerophyllum heldreichii
- Chaerophyllum hirsutum
- Chaerophyllum humile
- Chaerophyllum intercedens
- Chaerophyllum involucratum
- Chaerophyllum karsianum
- Chaerophyllum khorassanicum
- Chaerophyllum kotschyi
- Chaerophyllum leucolaenum
- Chaerophyllum libanoticum
- Chaerophyllum lineare
- Chaerophyllum longilobum
- Chaerophyllum loreti
- Chaerophyllum lucidum
- Chaerophyllum macropodum
- Chaerophyllum macrospermum
- Chaerophyllum magellense
- Chaerophyllum meoides
- Chaerophyllum meyeri
- Chaerophyllum millefolium
- Chaerophyllum minimum
- Chaerophyllum monogonum
- Chaerophyllum nanhuense
- Chaerophyllum neglectum
- Chaerophyllum nitens
- Chaerophyllum nitidum
- Chaerophyllum nivale
- Chaerophyllum nodosum
- Chaerophyllum novae-zealandiae
- Chaerophyllum orientale
- Chaerophyllum orizabae
- Chaerophyllum papuanum
- Chaerophyllum pauciradiatum
- Chaerophyllum pilcatum
- Chaerophyllum pinnatifidum
- Chaerophyllum polonicum
- Chaerophyllum procumbens
- Chaerophyllum pulvinificum
- Chaerophyllum pumilum
- Chaerophyllum ramosum
- Chaerophyllum reflexum
- Chaerophyllum rigidum
- Chaerophyllum roseum
- Chaerophyllum rubellum
- Chaerophyllum sativum
- Chaerophyllum sessiliflorum
- Chaerophyllum shahvaricum
- Chaerophyllum stenocarpum
- Chaerophyllum stenophyllum
- Chaerophyllum syriacum
- Chaerophyllum tainturieri
- Chaerophyllum taiwaniana
- Chaerophyllum temulum
- Chaerophyllum tenuifolium
- Chaerophyllum texanum
- Chaerophyllum tolucanum
- Chaerophyllum tomentosum
- Chaerophyllum torquatum
- Chaerophyllum tuberosum
- Chaerophyllum vernum
- Chaerophyllum villarsii
- Chaerophyllum villosum